# San Pablo Anicano
San Pablo Anicano es una localidad del estado mexicano de Puebla. Es cabecera del municipio de San Pablo Anicano.

## Demografía
| Censo | Población |
| ----- | --------- |
| 1900  | 1574      |
| 1910  | 1801      |
| 1921  | 2773      |
| 1930  | 2265      |
| 1940  | 1089      |
| 1950  | 1155      |
| 1960  | 1475      |
| 1970  | 1483      |
| 1980  | 1593      |
| 1990  | 1385      |
| 1995  | 1870      |
| 2000  | 1735      |
| 2005  | 1699      |
| 2010  | 1865      |
| 2020  | 2008      |